# RMF MAXXX
RMF MAXX è un'emittente radiofonica polacca fondata nel 2004 e di proprietà di Grupa RMF.